# رومان لاجارد
رومان لاجارد (بالفرنسية: Romain Lagarde)‏ (مواليد 5 مارس 1997) هو لاعب كرة يد فرنسي يلعب كمدافع في نادي راين نيكير الألماني ومنتخب فرنسا.

## روابط خارجية
- رومان لاجارد على موقع الاتحاد الأوروبي لكرة اليد (الإنجليزية)
- رومان لاجارد على موقع الاتحاد الفرنسي لكرة اليد (الفرنسية)
- رومان لاجارد على موقع أوليمبيديا (الإنجليزية)